# Birgitta

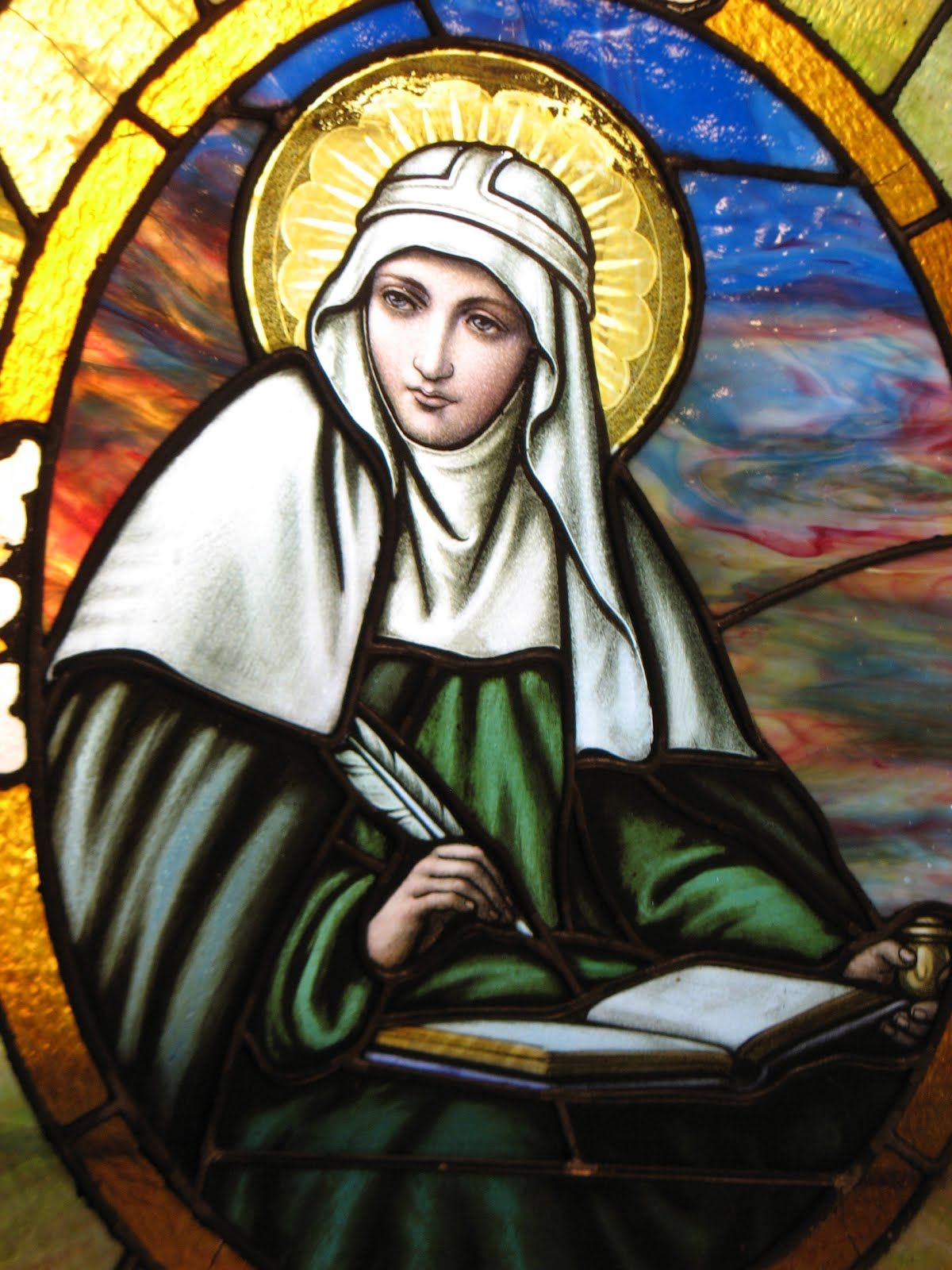
Heliga Birgitta

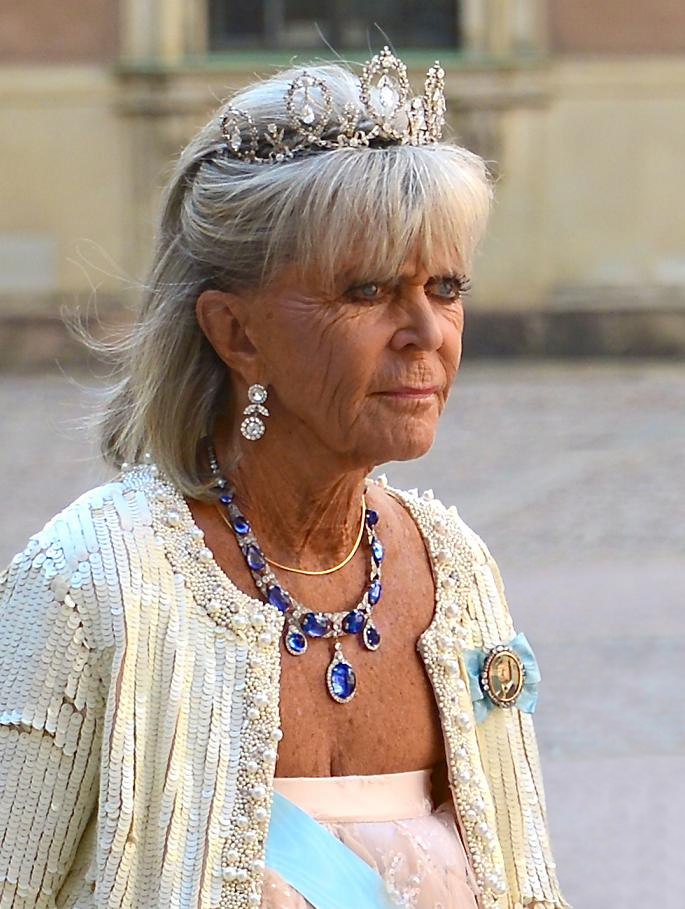
Prinsessan Birgitta

Birgitta är ett kvinnonamn av keltiskt ursprung som betyder den höga eller den upphöjda. Ursprungligen var namnet Brigit och sedan i latiniserad form Brigida, vilket hos oss blev Brigitta och slutligen dagens form.[källa behövs]
Flera andra namn är från början kortformer och varianter av Birgitta, såsom Birgit, Britt, Britta, Brita, Git, Gitta, Gittan och Berit.
Namnet har funnits i Sverige sedan mitten av 1200-talet. Det blev väldigt populärt i Sverige efter prinsessans födelse år 1937 och under de följande decennierna, men sjönk från början på 1970-talet i frekvens. Namnet var mycket vanligt även några år tidigare, i synnerhet 1934. Totalt sett tillhör det ett av våra vanligare kvinnonamn.
Den 31 december 2014 fanns det 170 825 personer folkbokförda i Sverige med namnet Birgitta, varav 40 365 bar det som förstanamn.
Namnsdag i Sverige: 7 oktober  (dagen var redan på medeltiden tillägnad heliga Birgitta). I den finlandssvenska namnsdagslängden har Birgitta namnsdag 7 oktober sedan starten 1929, då en egen namnsdagskalender togs i bruk för finlandssvenskar.

## Personer med namnet Birgitta
- Heliga Birgitta, svenskt helgon
- Prinsessan Birgitta, svensk och hohenzollernsk prinsessa, syster till kung Carl XVI Gustaf
- Birgitta Andersson, svensk skådespelerska
- Birgitta Blom, svensk jurist, Sveriges första kvinnliga hovrättspresident
- Birgitta Dahl, svensk politiker (s), f.d. statsråd, f.d. talman
- Birgitta Edström, svensk sångevangelist
- Birgitta Gedin, svensk barnboksförfattare
- Birgitta Hagnell-Lindén, svensk textilkonstnär och målare
- Birgitta Haraldsdotter, svensk drottninggemål till kung Magnus Henriksson
- Birgitta Haukdal, isländsk sångerska
- Birgitta Holm, svenskt professor i litteraturvetenskap
- Birgitta Karlsdotter (Bonde), svensk prinsessa, dotter till kung Karl Knutsson (Bonde)
- Birgitta Liljebladh, svensk konstnär
- Birgitta Lilliehöök, svensk tecknare, skapare av serien Spara och Slösa
- Birgitta Lillpers, svensk författare
- Birgitta Månsdotter (Natt och Dag), svensk adelsdam
- Birgitta Odén, svensk professor och historiker
- Birgitta Ohlsson, svensk politiker (fp) och statsråd
- Birgitta Onsell, svensk författare
- Birgitta Rasmusson, svensk bakboksförfattare och TV-personlighet
- Birgitta Stenberg, svensk författare
- Birgitta Svendén, svensk operasångerska, f.d. chef för Kungliga Operan
- Birgitta Trotzig, svensk författare, ledamot av Svenska Akademien
- Birgitta Ulfsson, finländsk skådespelare och regissör
- Birgitta Valberg, svensk skådespelare
- Birgitta Wolf, svensk författare